# Referendum na Wyspach Świętego Tomasza i Książęcej w 1990 roku

Położenie Wysp Świętego Tomasza i Książęcej na mapie Unii Afrykańskiej

Referendum na Wyspach Świętego Tomasza i Książęcej w 1990 roku – referendum konstytucyjne przeprowadzone 22 sierpnia 1990. Nowa konstytucja wprowadziła system wielopartyjny oraz ograniczyła rządy prezydenta do dwóch kadencji. W następnym roku odbyły się wybory parlamentarne i wybory prezydenckie.
| Głosy                             | Liczba głosów | %      |
| --------------------------------- | ------------- | ------ |
| Tak                               | 38 100        | 95,36% |
| Nie                               | 1 852         | 4,64%  |
| Głosy ważne                       | 39 952        | 94,38% |
| Głosy nieważne                    | 2 381         | 5,62%  |
| Razem (frekwencja 80%)            | 42 333        | 100%   |
| Liczba uprawnionych do głosowania | 52 910        | 52 910 |
| Źródło:                           |               |        |